# Chant des regrets éternels

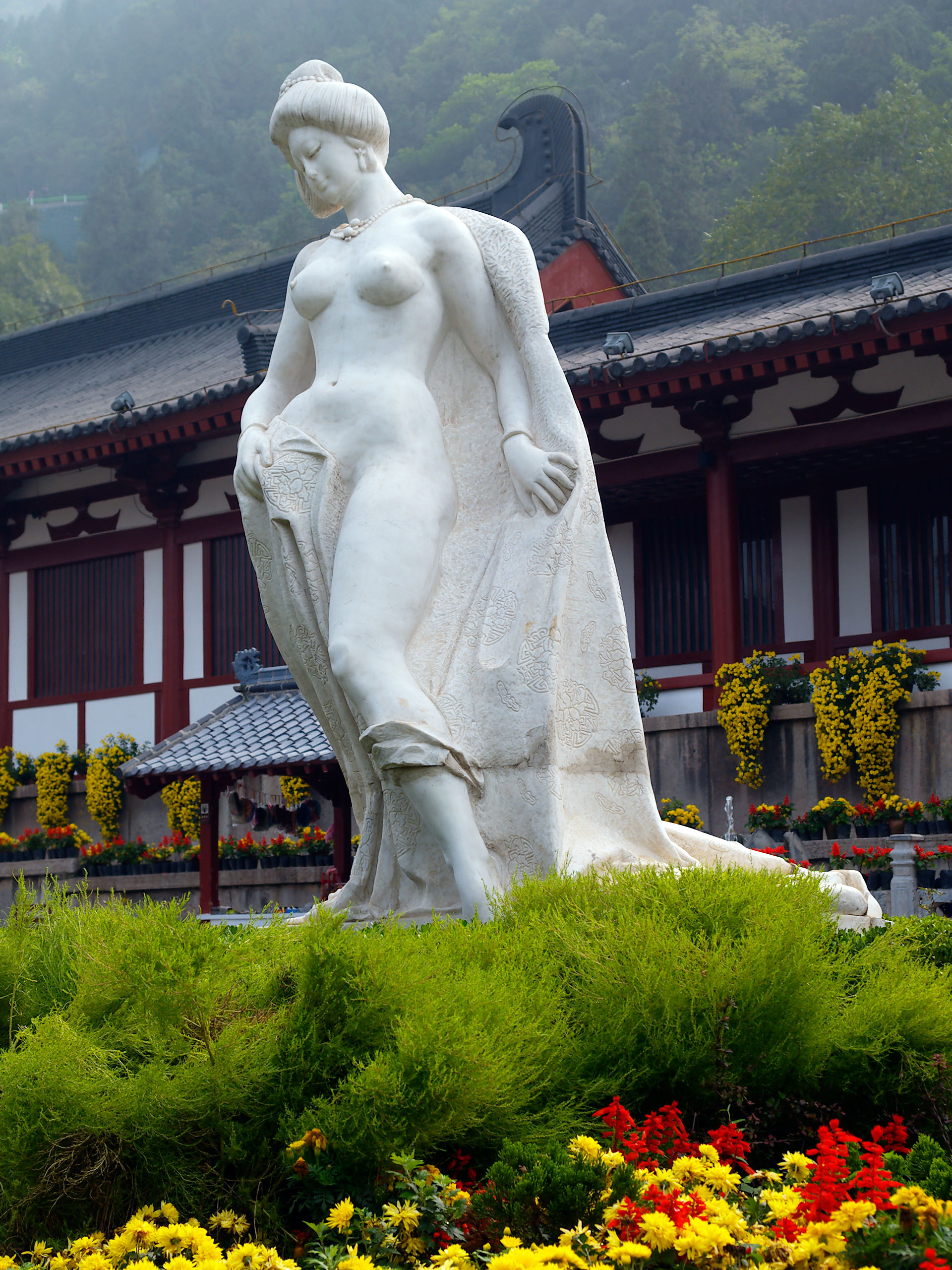
Statue moderne de Yang Guifei.

Le Chant des regrets éternels ou Chant de l'éternel regret  (長恨歌) est une longue ballade chinoise du poète Bai Juyi (白居易). Elle évoque l'histoire d'amour entre l'empereur Minghuang et sa concubine favorite Yang Guifei (719-756).

## Traductions
- Paul Demiéville, Anthologie de la poésie chinoise classique, Paris, Éditions Gallimard, 1962, pages 313-321 (publié sous les auspices de l'UNESCO dans le cadre de la Collection UNESCO d'œuvres représentatives). L'ouvrage reproduit une traduction anonyme du « Chant de l'éternel regret » précédemment publiée dans Études françaises (revue dirigée par André d'Hormon), deuxième année, numéro 8, Pékin, juin 1941.
- Chant des regrets éternels et autres poèmes, choix, traduction du chinois et présentation par Georgette Jaeger, édition bilingue, Éditions de la Différence, coll. « Orphée », Paris, 1992  — Chant des regrets éternels, p. 24-37.
- Maurice Coyaud, Anthologie de la poésie chinoise classique, édition bilingue, Les Belles Lettres, 2009  — Chant des regrets éternels, p. 144-151.